# Eteplirsen
Eteplirsen (nommé Exondys 51 chez Sarepta Therapeutics Inc.), aussi appelé AVI-4658, est un médicament conçu pour le traitement, mais sans occasionner de guérison, de certaines mutations qui causent la dystrophie musculaire de Duchenne (DMD), une maladie génétique dégénérative des muscles. 
Eteplirsen ne permet que de pallier les effets des mutations dans une région du génome impliquée dans seulement 13 % des cas de DMD, Eteplirsen n'est pas efficace dans les autres cas. Même dans son cas d'usage préférentiel, son efficacité est limitée. Après un débat polémique entourant l'efficacité de la drogue, eteplirsen a reçu l'approbation de la US Food and Drug Administration (FDA) à la fin de 2016, dans le cadre d'une procédure accélérée,. Le coût du traitement avec Eteplirsen est évalué à environ 300 000 $. Une revue complète de la molécule et de ses essais cliniques a été publiée au début de 2017.

## Mécanisme d'action
L'ADN est transcrit en ARN qui est traduit en une protéine par un ribosome. L'information dans l'ADN et l'ARN est organisée en cadres de lecture. Un cadre de lecture est un groupe de trois codons qui sont lus simultanément. La dystrophie musculaire de Duchenne est causée par une mutation dans le gène DMD qui altère la production de l'ARN DMD, ce qui l'empêche de produire de la dystrophine fonctionnelle, cela est généralement due à une mutation qui décale le cadre de lecture de l'ARN. Si un exon avec un nombre approprié de bases se trouve près de la mutation, la suppression de cet exon va permettre de réaligner le cadre de lecture et la production de dystrophine partiellement fonctionnelle peut alors être restaurée. Cela n'est cependant pas une thérapie génique, il faudrait constamment approvisionner les cellules du corps en eteplirsen, ce qui n'est possible que pour un très petit nombre d'entre elles.
Eteplirsen est un oligomère morpholino antisens  qui déclenche l'excision de l'exon 51 au cours de l'épissage des pré-mRNA de la dystrophine. L'excision de l'exon 51 va décaler le cadre de lecture de la dystrophine; Si l'on donne de l'eteplirsen à une personne en bonne santé cela aura pour résultat la production de mRNA de dystrophine qui ne pourra pas être traduit en une protéine dystrophine fonctionnelle, mais au contraire pour les patients atteints de DMD qui ont une mutation affectant un cadre de lecture, donner de l'eteplirsen peut rétablir le cadre de lecture du mRNA de dystrophine et cela résulte dans la production de dystrophine fonctionnelle (cela résulte alors d'une double délétion, celle créant le défaut original et celle induite par l'Eteplirsen). Eteplirsen est administré en perfusion intraveineuse pour le traitement systémique de la DMD.

## Des études cliniques
Plusieurs essais cliniques ont été menés pour tester eteplirsen, l'une d'entre elles au Royaume-Uni impliquant l'injection locale dans un pied,, une autre au Royaume-Uni impliquant l'injection systémique à de faibles doses et une autre aux USA, à des doses plus importantes,. Dans une étude de phase II sur seulement 12 garçons, la production de dystrophine a été augmentée, et une autorisation temporaire de commercialisation a été accordée. Une étude de phase III a commencé aux États-Unis.
Un médicament similaire est également en essai clinique, le drisapersen, qui est un 2'-O-méthyl phosphorothioate oligo antisens qui, à l'instar de l'eteplirsen, déclenche le saut de l'exon 51 de la dystrophine. En janvier 2016, la FDA a rejeté drisapersen (Kyndrisa) pour son manque d'efficacité.
Le 25 avril 2016, le Comité Consultatif de la FDA a voté contre l'approbation de l'eteplirsen. En juin 2016, la FDA a demandé des données supplémentaires à  Sarepta son concepteur, pour confirmer la production de dystrophine par l'Eteplirsen. Janet Woodcock, directeur du Centre de la FDA pour l'Évaluation des Médicaments et de la Recherche, a alors pris une décision d'autorisation contraire à l'avis du Comité Consultatif, et le Commissaire à la FDA Robert Califf a suivi sa décision. Eterplirsen a donc reçu une approbation accélérée mais révocable le 19 septembre 2016.